# Haus Kräheneck
Das Haus Kräheneck im Lossenweg 19 ist ein Bauwerk in Darmstadt.

## Geschichte und Beschreibung

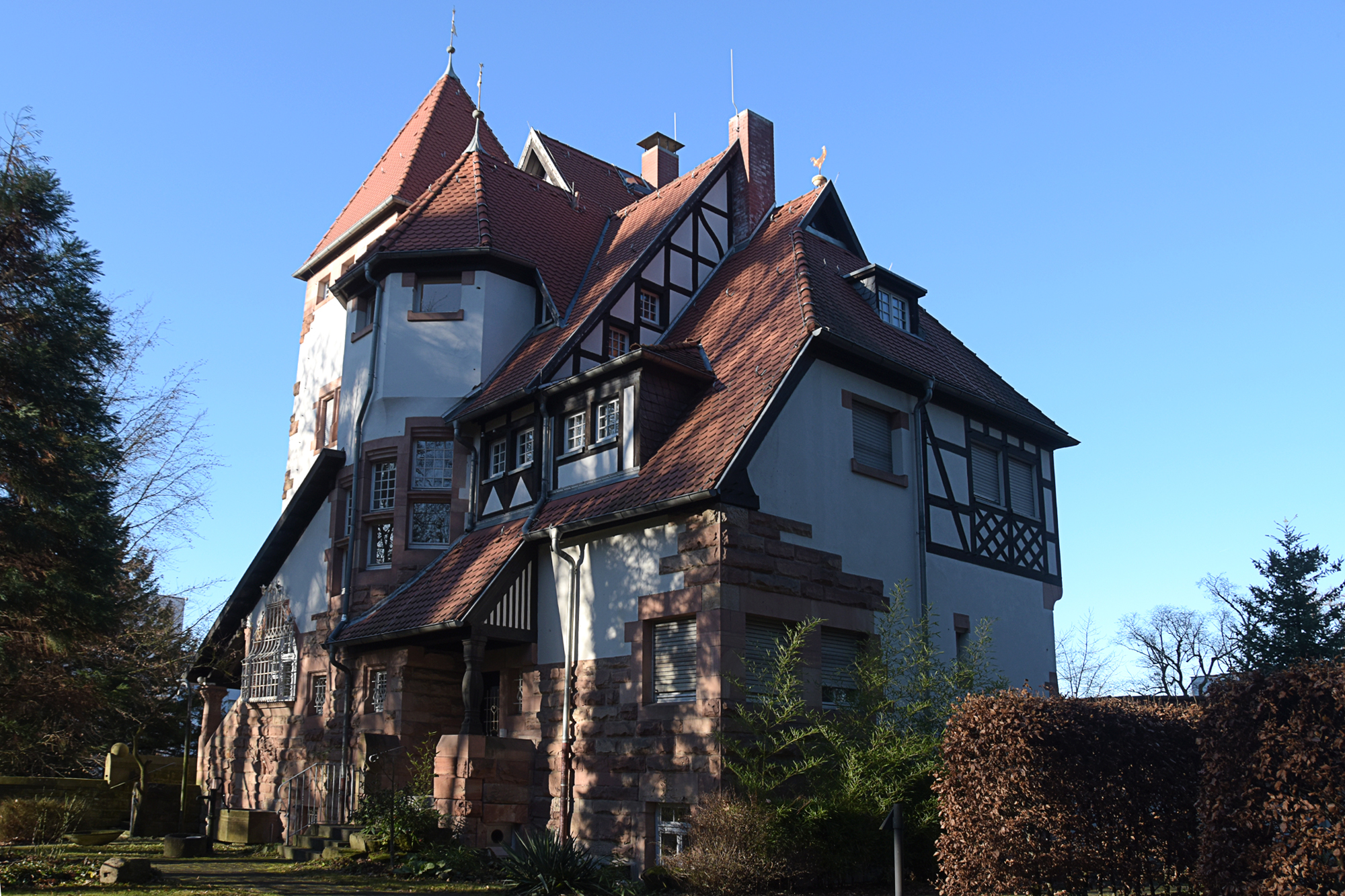
Haus Kräheneck (2016)

Das Haus Kräheneck wurde im Jahre 1892 erbaut.
Bauherr war Wilhelm Schwab.
Stilistisch gehört die Gründerzeitvilla zum ausgehenden Historismus.
Die früher freistehende Villa besitzt eine Basis aus Naturstein.
Bemerkenswert ist das aufwendig gestaltete, mit gotischen Biberschwanzziegeln gedeckte Dach mit den zwei Türmen.
Die Fassade des Hauses ist verputzt und besitzt in den Giebeln Zierfachwerk.
Zu den auffallenden Details gehören die markanten Sandsteinarbeiten.
Gut erhalten geblieben ist auch die Säule am Eingang mit den aus Sandstein gehauenen Fratzen im für die Bauzeit typischen heimatlichen Stil.
Daneben ist auch der Brunnen der Villa gut erhalten geblieben.
Das Haus Kräheneck gehört heute zum Marienhospital.

## Denkmalschutz
Aus architektonischen, baukünstlerischen und stadtgeschichtlichen Gründen steht das Haus Kräheneck unter Denkmalschutz.